# Charlton Automatic Rifle
El Charlton Automatic Rifle era una conversió totalment automàtica del fusell Lee-Enfield, dissenyat pel Nova Zelandès Philip Charlton en 1941, per a ser utilitzat com a substitut de les metralladores lleugeres Bren i Lewis, les quals no eren gaire abundants.
Els Charlton Automatic Rifles originals eren convertits a partir d'obsolets fusells Lee-Metford i Lee-Enfield de carregador curt, que dataven de principi de la guerra dels Boers, i van ser convertits per al seu ús com a fusells semiautomàtics, amb la capacitat d'automàtic, però restringida a moments d'emergència únicament. Podien utilitzar els carregadors usuals de Lee-Enfield de deu bales o els carregadors de les metralladores Bren de treinta bales.
Hi havien dues versions del Charlton: la Nova Zelandesa, dissenyada i produïda per Charlton Motor Workshops, a Hastings, i la versió Australiana, d'Electrolux, que utilitzaven com a base els fusells Lee-Enfield SMLE Mk III* per fer la conversió. Les dues variants tenien algunes diferències, encara que la majoria eren externes, per exemple, el model de Nova Zelanda posseïa un mànec de pistola i un bipode, mentre que la d'Austrialia no els tenia, fent l'arma més lleugera i visualment més neta, encara que compartien el mateix mecanisme per a disparar.

## Producció
Aproximadament, uns 1.500 fusells Charlton van ser produïts a Nova Zelanda, i gairebé tots van ser destrossats en un incendi accidental a la zona d'emmagatzemament Nord de Palmerston, poc després de la Segona Guerra Mundial.

## Exemplars en l'actualitat
Un exemple del fusell Charlton de Nova Zelanda que encara sobreviu, està en el Museu Imperial de la Guerra a Londres, junt amb uns altres dels pocs supervivents, un dels quals està exposat al Museu Militar de Waiouru, i un altre al Memorial Militar d'Auckland a Nova Zelanda. Un altre s'està al Museu de l'Exèrcit, a Bandina, Australia.